# Casa de las Conchas
Het Casa de las Conchas (Nederlands: Huis met de schelpen) is een stadspaleis in Salamanca, Spanje. Het is een van de markantste gebouwen in de historische binnenstad.

## Geschiedenis
Het Casa de las Conchas werd vanaf 1493 gebouwd voor Rodrigo Maldonado de Talavera, rector van de Universiteit van Salamanca, ridder in de orde van Sint-Jacob en lid van de Raad van Castilië. Later werden de werkzaamheden voortgezet door zijn zoon Rodrigo Arias Maldonado, die in 1494 trouwde met Juana de Pimentel, dochter van de graaf van Benavente. De versiering van de gevel met meer dan 300 schelpen zou een verwijzing kunnen zijn naar de orde van Sint-Jacob, maar ook naar het familiewapen van Juana de Pimentel, waar schelpen en strepen elkaar afwisselen. Deze laatste uitleg wint aan waarschijnlijkheid als in ogenschouw wordt genomen dat ook het wapen van de familie Maldonado met zijn fleurs-de-lys regelmatig opduikt. De versiering van de voorgevel wordt zo een bevestiging van de huwelijksband tussen beide families.
In latere jaren deed het gebouw nog dienst als gevangenis van de universiteit en sinds 1993 als bibliotheek.

## Architectuur
Het Casa de las Conchas is gebouwd in Gotische stijl met een aantal Plateresco-toevoegingen. De voorgevel is naast de schelpen versierd met vier Gotische vensters, elk met een andere vorm en versiering. Boven het portaal prijkt het wapen van familie Maldonado, geflankeerd door twee leeuwen. Daaronder, op de architraaf zijn dolfijnen afgebeeld, een symbool van liefde tijdens de Renaissance.
In het interieur van het Casa de las Conchas bevindt zich een schitterende patio met op de benedenverdieping de typische bogen van Salamanca ondersteund door vierkante pilaren. De bogen op de bovenverdieping zijn eenvoudiger vormgegeven en worden ondersteund door zuilen van carraramarmer voorzien van bladwerkkapitelen. Ook op de binnenplaats keren de familiewapens voortdurend terug in de decoratie.

## Afbeeldingen

Wapen van de familie Maldonado
Wapen van de familie Pimentel, graven van Benavente
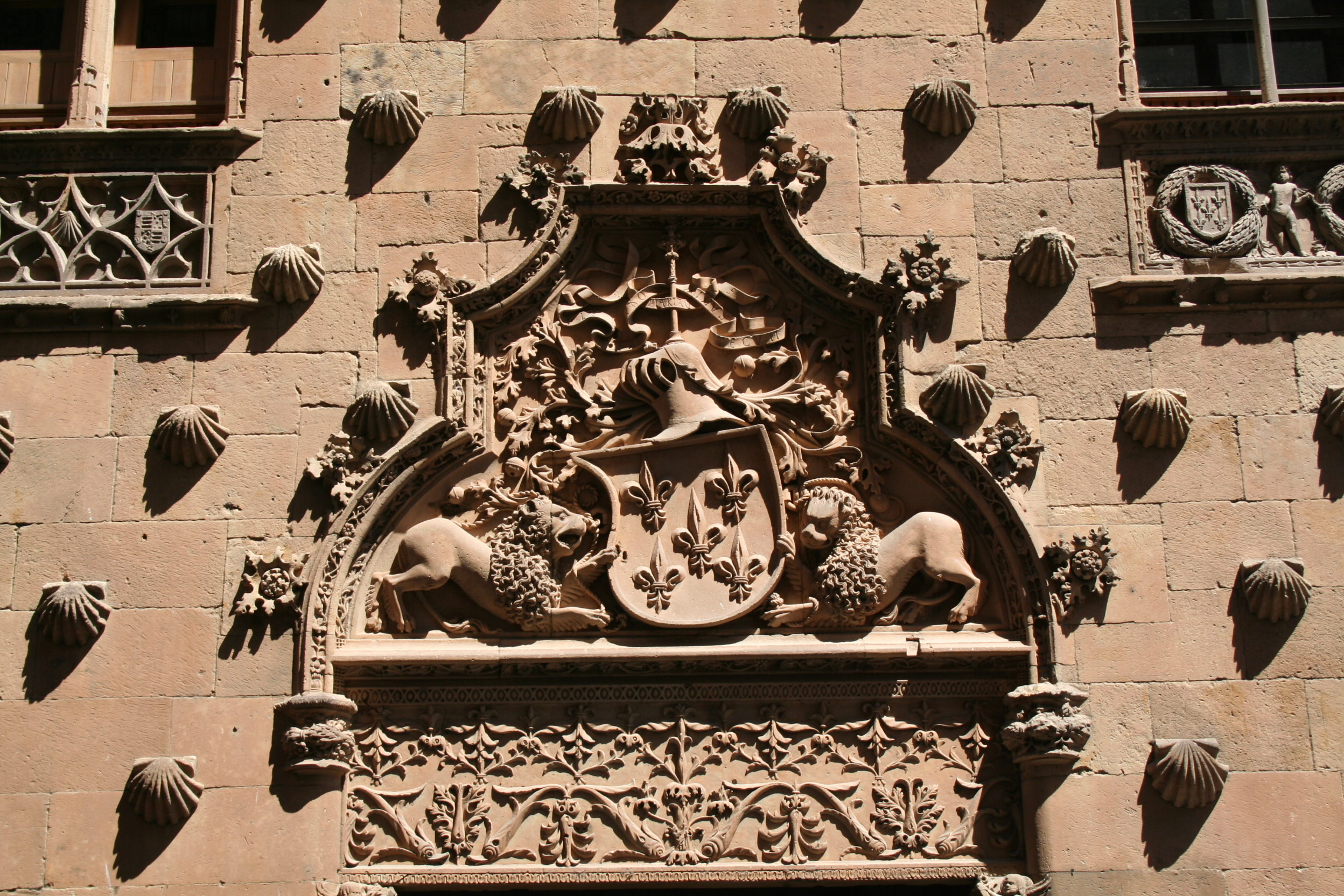
Versiering boven het portaal
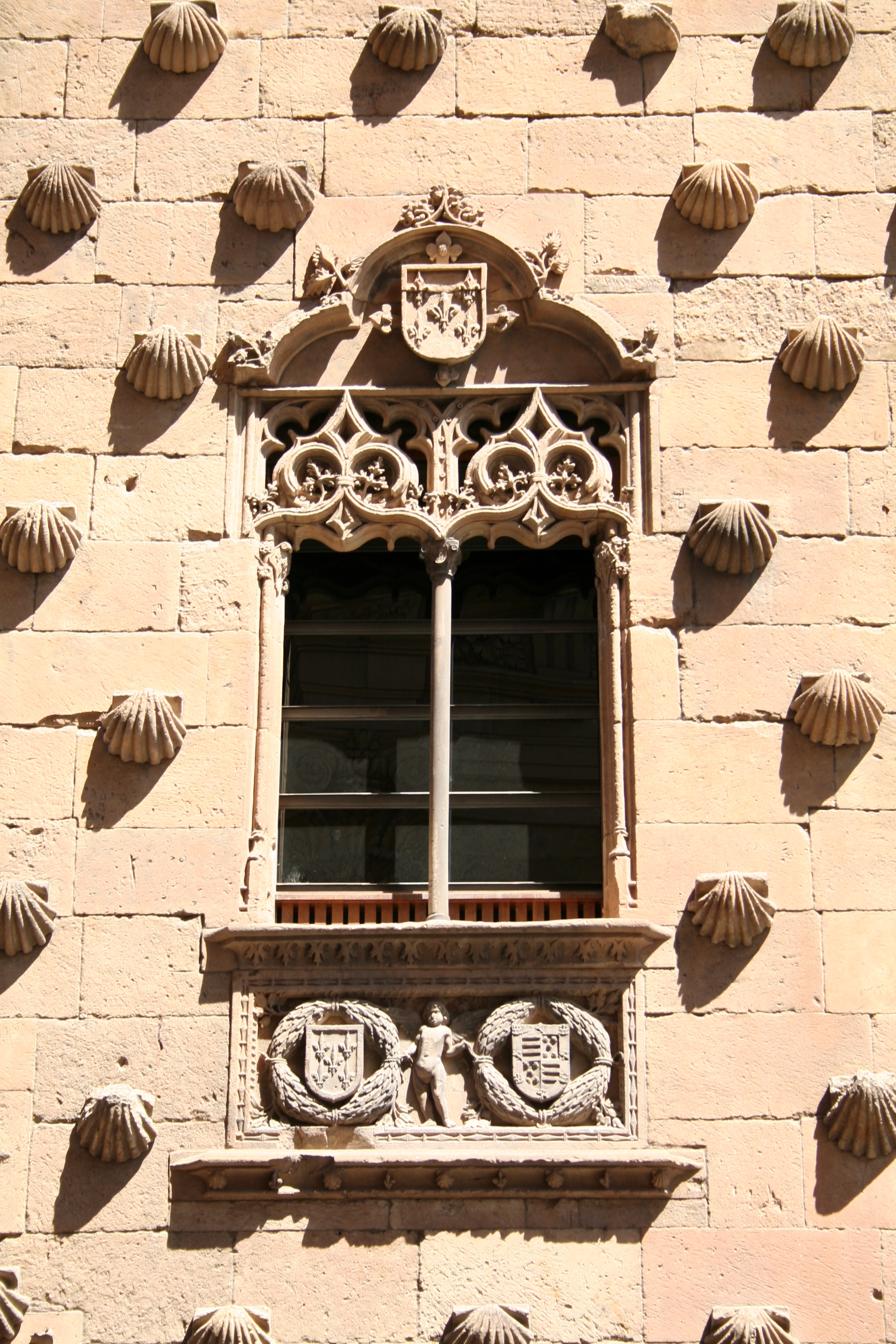
Een van de vensters in de voorgevel; onder zijn de wapens van de familie Maldonado en Pimentel te zien
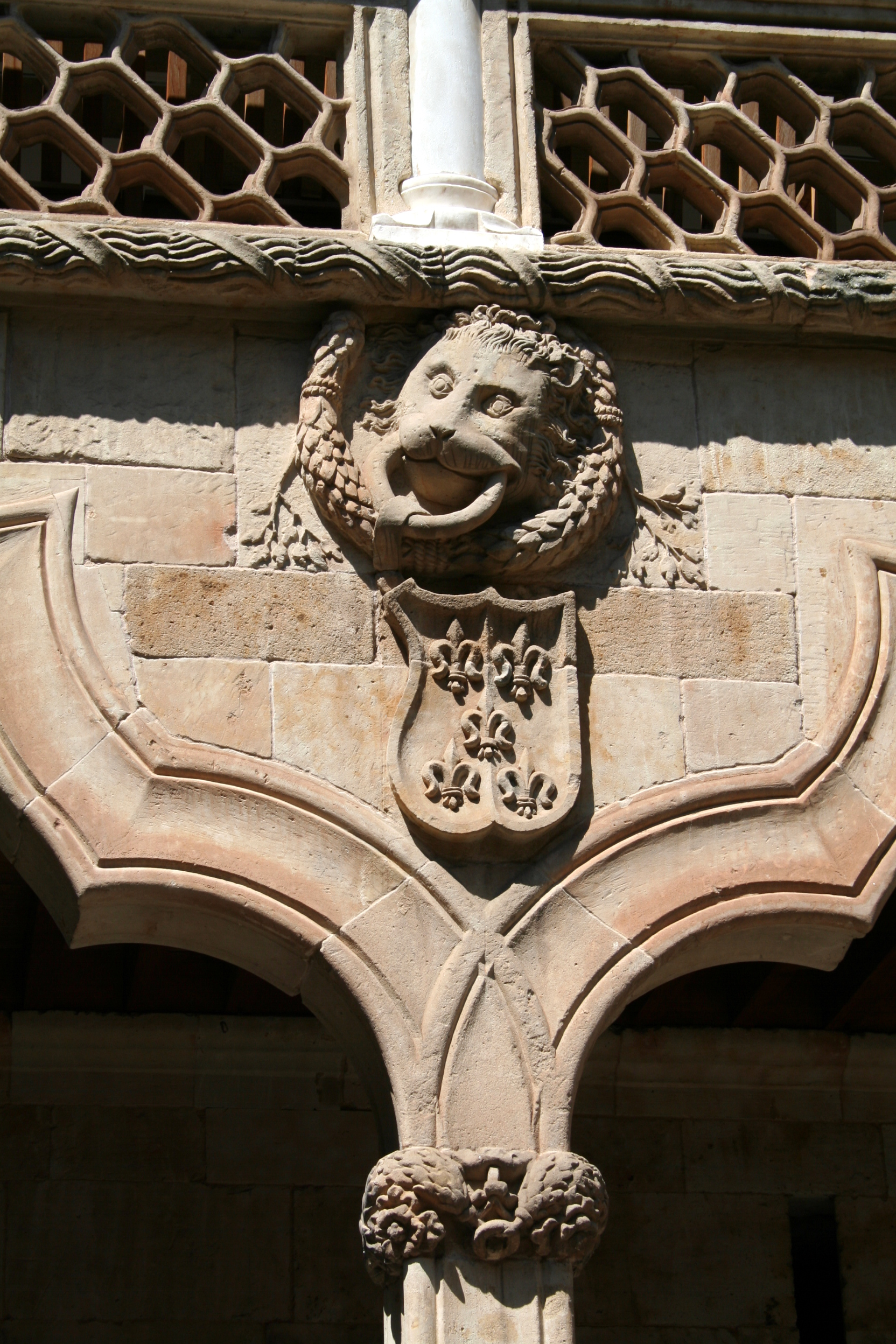
Decoratie van de patio